# Carlo Giuseppe Pistone
Carlo Giuseppe Amedeo Pistoni (o Pistone) di Montalto (Nizza Monferrato, 6 luglio 1739 – Castellazzo Bormida, 30 settembre 1795) è stato un vescovo cattolico italiano.

## Biografia
Nacque a Nizza Monferrato da Pier Agostino, conte di Montalto e dall'astigiana Barbara Cotti di Ceres.
Dottore in utroque iure presso l'Università di Torino il 27 aprile 1764, fu poi ammesso all'Accademia di Superga.
Venne chiamato a reggere il Reale Collegio delle Provincie di Torino.

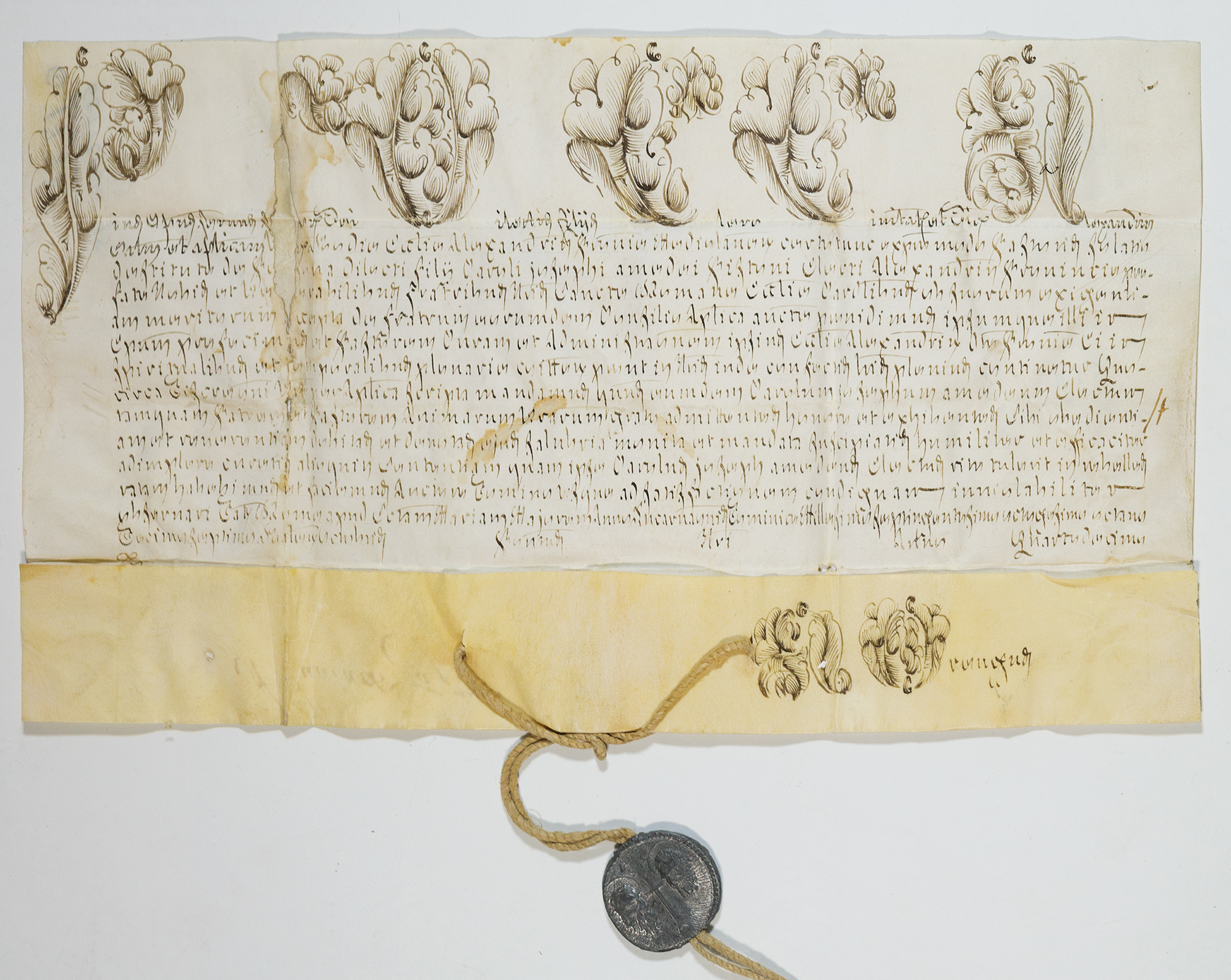
Bolla di nomina del vescovo Carlo Giuseppe Pistoni

Proposto da Vittorio Amedeo III di Savoia con lettera al Pontefice del 7 maggio 1788, riscontrata da papa Pio VI il successivo 15 giugno, fu preconizzato nel concistoro del 15 settembre ed il 21 settembre fu consacrato vescovo di Alessandria a Roma dal cardinale Giacinto Sigismondo Gerdil.
Prese possesso della diocesi non personalmente ma attraverso il vicario capitolare Giuseppe Antonio Chenna, che aveva sino ad allora retto la sede vacante, il 14 dicembre 1788. 
Fece ingresso in cattedrale l'8 febbraio 1789. 
Governò una diocesi in grave crisi, anche dovuta alla presenza di soldati stranieri dimoranti in città.
Cagionevole di salute, prese dimora in campagna, a Castellazzo Bormida, dove morì il 30 settembre (secondo altre fonti il 26 ottobre) 1795.

## Genealogia episcopale
La genealogia episcopale è:
- Cardinale Scipione Rebiba
- Cardinale Giulio Antonio Santori
- Cardinale Girolamo Bernerio, O.P.
- Arcivescovo Galeazzo Sanvitale
- Cardinale Ludovico Ludovisi
- Cardinale Luigi Caetani
- Cardinale Ulderico Carpegna
- Cardinale Paluzzo Paluzzi Altieri degli Albertoni
- Papa Benedetto XIII
- Papa Benedetto XIV
- Papa Clemente XIII
- Cardinale Marcantonio Colonna
- Cardinale Giacinto Sigismondo Gerdil, B.
- Vescovo Carlo Giuseppe Pistone